# Präsidentschaftswahl in der Republik Zypern 1968
Die Präsidentschaftswahl in der Republik Zypern 1968 fand am 25. Februar statt. Laut Verfassung sollten die Wahlen im Jahr 1965 stattfinden. Die Wahlen von 1965 wurden jedoch aufgrund der interkommunalen Unruhen von 1963–1964 verschoben.
Die Zyperntürken wählten am 15. Februar 1968 Fazıl Küçük erneut zum Vizepräsidenten der Republik, doch die Wahl wurde von griechischer Seite als illegal angesehen, da der Prozess nicht unter der Kontrolle staatlicher Behörden durchgeführt wurde.

## Wahlsystem
Die Wahlen wurden nach dem Zwei-Runden-System abgehalten: Erhielt kein Kandidat im ersten Wahlgang mehr als 50 % der Stimmen, sollte eine zweite Runde zwischen den beiden bestplatzierten Kandidaten stattfinden. Laut Verfassung musste der Präsident Zyperns ein Zyperngrieche sein und der Vizepräsident ein Zyperntürke. Die Zyperngriechen wählten den Präsidenten, während die Zyperntürken den Vizepräsidenten wählten.

## Ergebnis
| Kandidaten              | Parteien                             | Stimmen | %    |
| ----------------------- | ------------------------------------ | ------- | ---- |
| Makarios III.           | Parteilos (Patriotiko Metopo – AKEL) | 220.911 | 96,3 |
| Takis Evdokas           | Parteilos                            | 8.577   | 3,7  |
| Gesamt                  | Gesamt                               | 229.488 | 100  |
|                         |                                      |         |      |
| Ungültige Stimmen       | Ungültige Stimmen                    | 1.950   | 0,8  |
| Wähler                  | Wähler                               | 231.438 | 93,5 |
| Wahlberechtigte         | Wahlberechtigte                      | 247.653 |      |
|                         |                                      |         |      |
| Quelle: Nohlen & Stöver |                                      |         |      |